# 哥本哈根詮釋

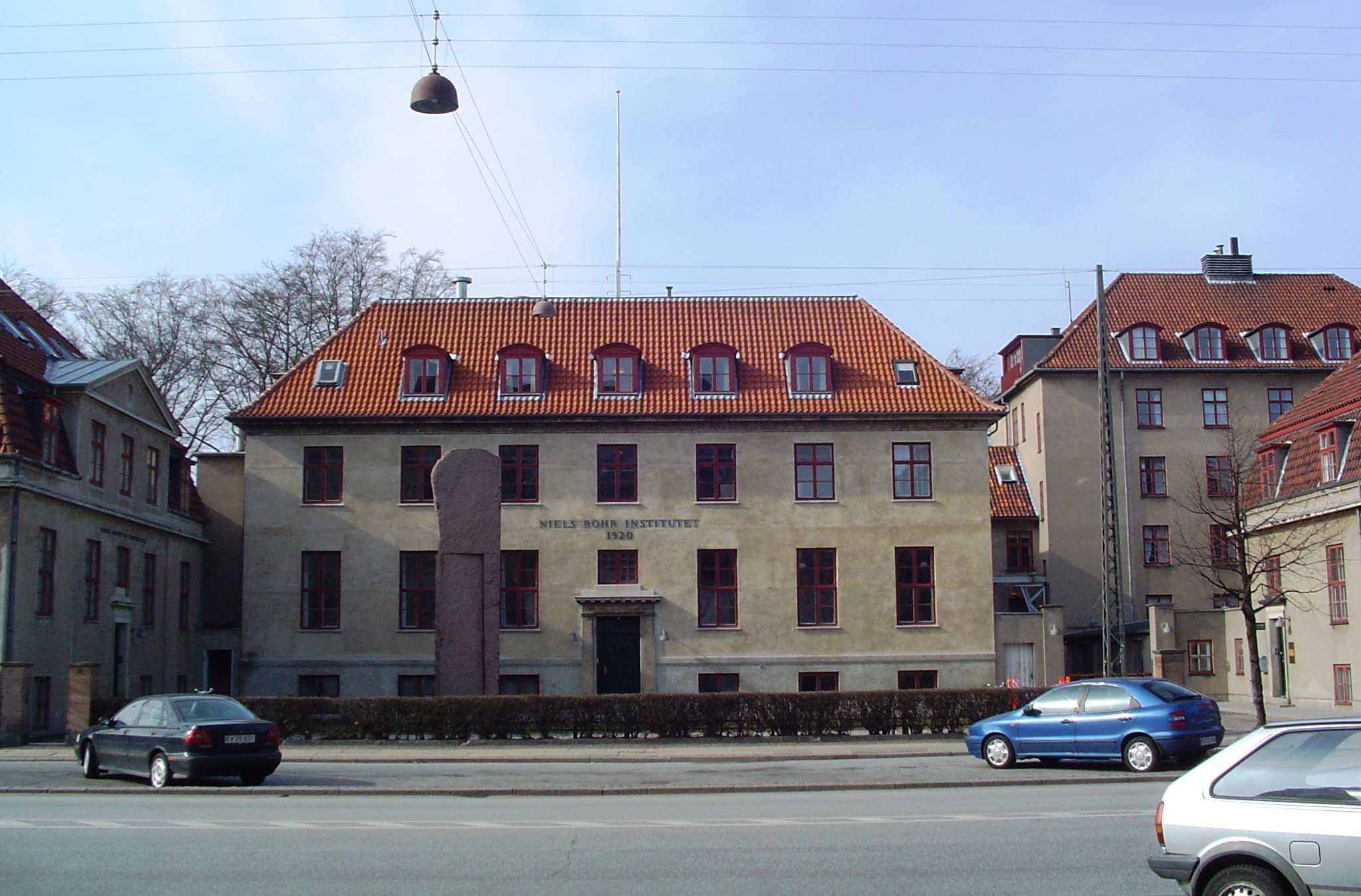
座落於丹麥哥本哈根的哥本哈根大學尼爾斯·波耳研究所

哥本哈根詮釋（英語：Copenhagen interpretation），或译哥本哈根解释，是量子力學的一種詮釋。这一理论认为，在量子力學裏，量子系統的量子態可以用波函數來描述。這是量子力學的一個關鍵点。波函數是數學函數，專門用來計算粒子在某位置或處於某種運動狀態的機率，測量的動作造成了波函數塌縮，原本的量子態有機率地塌縮成一個測量所允許的量子態。
二十世紀早期，物理學家從一些關於小尺寸微觀物理的實驗裏，發現了很多古典物理完全無法解釋的新穎量子現象。于是，物理學家提出了一些嶄新的理論以替代它，以精確地解釋新發現的量子現象。但是，內嵌於這些經驗理論的，是一種關於小尺度真實世界的新模型。它們所給予的預測往往相當地反直覺，甚至它們的發現者都感到極其驚訝。哥本哈根詮釋嘗試在實驗證據的範圍內，給予實驗結果和相關理論表述一個合理的解釋。換句話說，它試著回答一個問題：這些奇妙的實驗結果到底有什麼意義？
哥本哈根詮釋主要是由尼爾斯·波耳和維爾納·海森堡于1927年在丹麥哥本哈根合作研究时共同提出的。此詮釋延伸了由德国数学家、物理学家馬克斯·玻恩所提出的波函数的機率表述，之后发展为著名的不确定性原理。他們所提的詮釋嘗試要對一些量子力學所帶來的複雜問題提出回答，比如波粒二象性以及測量問題。此后，量子理论中的概率特性便不再是猜想，而是作为一条定律而存在了。量子论以及这条詮釋在整个自然科学以及哲学的发展和研究中都起着非常显著的作用。
哥本哈根詮釋給了量子系統的量子行為一個精簡又易懂的解釋。1997年，在一場量子力學研討會上，舉行了一個關於詮釋論題的意向調查，根據調查結果，對哥本哈根詮釋感到滿意的物理學家最多，超過一半；第二多的是多世界詮釋。雖然當前的傾向顯示出其它的詮釋也具有相當的競爭力，但在20世紀期間，大多數的物理學家都願意接受哥本哈根詮釋。

## 概論
由於哥本哈根詮釋是由幾位物理學家的觀點共同構成，所以哥本哈根詮釋並不是一句話就可以概括的。以色列物理學家艾雪·佩雷斯在一篇論文中特別提到，有兩位物理學家對哥本哈根詮釋給予了天壤之別的定義。
哥本哈根詮釋包含了幾個重要的观点：
1. 一個量子系統的量子態可以用波函數來完全地表述。波函數代表一個觀察者對於量子系統所知道的全部資訊。
2. 按照玻恩定則，量子系統的描述是機率性的。一個事件的機率是波函數的絕對值平方。（馬克斯·玻恩）
3. 不確定性原理闡明，在量子系統裏，一個粒子的位置和動量無法同時被確定。（海森堡）
4. 物質具有波粒二象性；根據互補原理，一個實驗可以展示出物質的粒子行為，或波動行為；但不能同時展示出兩種行為。（尼爾斯·波耳)
5. 測量儀器是經典儀器，只能測量經典性質，像位置，動量等等。
6. 對應原理：大尺度宏觀系統的量子物理行為應該近似於古典行為。（尼爾斯·波耳與海森堡)

## 波函數的意義
哥本哈根詮釋不認為波函數除了抽象的概念以外有任何真實的存在。至少，對於波函數是否是一個獨立、可區別的實體的整體或一部分，哥本哈根詮釋都不做任何表態。
有些物理學家主張，哥本哈根詮釋的客觀版本允許真實的波函數。但是，這觀點是否與實證主義相符合，是否與波耳的論點相符合，還是個問號。尼爾斯·波耳強調，科學只注重實驗結果的預測，任何其它額外的命题都是不科學的，屬於玄學範圍。波耳深深地受到實證主義影響。換個方面，波耳和海森堡兩個人的見解也不完全相同。有些時候，他們的觀點有相當大的分歧。特別地，海森堡非常傾向實在論。
即使波函數不被視為真實的，也仍舊可以找到至少兩派意見不同的物理學家，主觀派認為波函數只是一個計算實驗機率的數學工具，沒有別的意義。不可知派則認為波函數是不可知的，對於波函數不表示任何態度。
卡尔·冯·魏茨泽克是一位不可知派的著名物理學家。在參與一個劍橋大學的學術報告會時，他否認哥本哈根詮釋主張不能被觀察到的事物絕對不存在。他提出哥本哈根詮釋所信奉的原理是：能被觀察到的事物當然存在，而不能被觀察到的，仍舊可以自由地做適當的假設，利用這自由來避開佯謬。

## 波函數塌縮
每一種版本的哥本哈根詮釋，都會包括一個正式版本的波函數塌縮在內。藉著這塌縮，未測量到的本徵值會被刪除。塌縮後的波函數是對應於測量到的本徵值的本徵態。（換句話說，哥本哈根詮釋從來不曾否定塌縮這概念。甚至在量子力學早期，也沒有像多世界詮釋的擁護者一樣地否定塌縮。）波函數牽涉到一個事件會走向各種可能的結果的機率。可是當其中一種結果變為事實，其它的結果就不可能存在於真實世界。
設定一個電子，通過一個雙縫實驗儀器，這个電子抵達偵測屏障的位置是機率性的，跟電子的量子態有關。可是，一當電子抵達了偵測屏障的某一點，電子不可能再跑到別的點，抵達別的點的機率是零。多世界詮釋認為電子會抵達任何它可能抵達的地點。每一種可能都發生於一個分離的宇宙。

## 哥本哈根詮釋的觀點
通過思考一些實驗與佯謬，可以進一步地了解哥本哈根詮釋的內涵：

### 薛定谔貓
將一隻貓放入一個配備了放射性物質、輻射偵測器（蓋革計數器）和毒氣桶（氰化氢）的盒子裡。假設，在一段時間T內，放射性物質有50%的機率發射出一個粒子，也有50%的機率保持不變。再假設放射性物質發射出的任何粒子，都可以被蓋革計數器偵測到。在這一段時間T內，假若蓋革計數器偵測到任何粒子，毒氣桶釋放毒氣的機制就會被啟動，而盒子裏的貓會被毒死；否則，假若放射性物質保持不變，那麼，貓仍舊會是活的。薛定谔設計出這個荒謬的實驗。在時間t=T，整個系統的波函數 {\displaystyle \psi \,\!} 會是各佔一半機率的活貓與死貓，这两种状态混雜在一起：{\displaystyle |\psi \rangle =(|{\text{dead}}\rangle +|{\text{alive}}\rangle )/{\sqrt {2}}\,\!} 。而當觀察者一掀開盒蓋，想要觀察到底貓是活的還是死的，這時候，波函數 {\displaystyle \psi \,\!} 立刻會塌縮成活貓波函數 {\displaystyle |{\text{alive}}\rangle \,\!} 或死貓波函數 {\displaystyle |{\text{dead}}\rangle \,\!} 。假若貓是死的，則可以說貓是被觀察者的觀察這動作殺死的。
哥本哈根詮釋：要區分清楚微觀系統和宏觀系統。在這個佯謬裏，放射性物質放射出的粒子的行為是一個微觀系統；而貓的生死則是一個宏觀系統。針對微觀系統的部分，可以用兩個量子態的線性組合，來描述放射性物質是否發射出一個粒子，這是一個微觀系統的量子行為。

### 雙縫實驗
在雙縫實驗裏，照射單色光在一座有兩條狹縫的不透明擋牆。在擋牆的後面設置了一個偵測屏障。在偵測屏障上可以觀察到干涉圖樣。現在，在這實驗裏，裝上一台狹縫偵測器，能夠偵測到光子的行蹤，光子會穿過兩個狹縫中的哪一個狹縫？可是，當將狹縫偵測器打開後，熟悉的干涉圖樣，就會消失不見，變成另外一種圖樣。偵測這個動作，干預了光子與狹縫偵測器之間的相互作用。這改變了光子的量子態。請問這該如何解釋？
哥本哈根詮釋：不應該推斷在數學公式與實驗結果以外的任何涉及量子尺寸的理論。除了光子發射的時間與抵達偵測屏障的時間以外，在任何其它時間，不能夠確定光子的位置。為了確定光子在某個其它時間的位置，必須偵測到它。可是，當偵測到光子在某個其它時間的位置，也改變了光子的量子態，干涉圖樣也因此受到影響。所以，在發射的時間與抵達偵測屏障的時間之間，不能測試光子的位置。只有在發射與抵達偵測屏障的時候，光子是存在的。在其它時間，光子完全地跟宇宙失去了連絡。在雙縫實驗裏，到底發生了甚麼狀況，無從得知。
一個光子，從被太陽發射出來的時間，到抵達觀察者的視網膜引起視網膜的反應的時間，在這兩個時間之間，觀察者完全不知道發生了什麼關於光子的事。或許這論點並不會很令人驚訝。可是，雙縫實驗發現了一個很值得注意的結果，假若，試著確定光子在發射點與偵測屏障之間的位置，也會改變雙縫實驗的結果。假若，用狹縫偵測器偵測光子會經過兩個狹縫中的那一個狹縫，則原本的干涉圖樣會消失不見。
從累積的日常宏觀經驗裏所發生的事件仔細的推理可以得知，一個粒子必須通過兩條狹縫之中的一條狹縫。從實驗結果可以得知，必須有兩條狹縫才能產生干涉圖樣。假設有一個狹縫偵測器，能夠在抵達偵測屏障之前，顯示出粒子的位置。這狹縫偵測器的使用，會使展示於偵測屏障的干涉圖樣消失不見；假若在光子抵達偵測屏障之前又將這狹縫偵測器所測得的資料摧毀，那麼，干涉圖樣又會重現於偵測屏障。

### EPR悖論
在一個衰變事件中，一個自旋為零的粒子衰變為兩個粒子。這兩個量子糾纏的粒子被發射出去。守恆定律使其中一個粒子自旋的測量值必是另外一個粒子的測量值的負值，因此，只要測量出其中一個粒子的自旋，瞬時也能知道另外一個粒子的自旋。EPR 悖論最使人困惑的地方就是這瞬時效應。在星系的這一端發生的事件瞬時地透露出星系的那一端發生的事件。但是，根據狹義相對論，任何含資訊的訊號或物理實體的移動速度，都不能超過光速。所以，看起來哥本哈根詮釋似乎不符合狹義相對論。
哥本哈根詮釋：假設波函數不是實值的。當觀察者測量到其中一個粒子的自旋的瞬時，他就知道另外一個粒子的自旋。可是，假設他立刻將這訊息傳遞給另外一個粒子的觀察者，這訊息傳遞的速度，絕對不會高於光速。
有些物理學家主張波函數是實值的。在這裡就會會遇到極大的困惑。因為實值的波函數意味著訊息傳遞的速度高於光速。但多世界詮釋和交易詮釋的支持者堅持他們的理論是非局部性的。
一個強而有力的論點是，EPR效應違背了訊息傳遞速度不能超過光速這條件。但EPR效應並不能用來傳遞訊號。因為兩位觀察者都不能控制或預先確定他們會觀察到的現象，也不能操縱或影響對方的測量。絕對不會有違背因果律的事件發生。所以，可以避免這論點所造成的困難。

## 評論

### 完備性
回應哥本哈根詮釋第一論點，量子力學到底是不是一個完備的理論？是否需要額外隱藏的變數來解釋？EPR 佯謬的設計原本的目的之一，就是要凸顯這問題。這佯謬使得物理學家對於量子力學的完備性產生很大的疑問。1964 年，約翰·貝爾（John Bell）發表了非常重要的貝爾不等式（Bell inequality），證明了定域性隱變數不可能存在。然而, 非定域性的隱變數詮釋仍未被推翻。

### 測量的定義
哥本哈根詮釋給予了測量步驟很特別的角色。可是，它並沒有清楚地定義這角色，也沒有解釋會產生的特別效應。海森堡在一篇文章《Criticism and Counterproposals to the Copenhagen Interpretation of Quantum Theory》中強調，
當然，觀察者的介入，不應該被曲解地意味，那自然的描述將會蘊染到一些主觀特色。觀察者的職責只在登記決定，也就是說，登記發生於空間和時間的事件。重點並不是觀察者是否是儀器或是人，而是事件的登記，在這裏，從可能到真實這變遷事件是絕對必要的，一定不能夠從量子理論的詮釋中被忽略。
 — Heisenberg， Physics and Philosophy, p. 137

### 偶然性的含义
与经典物理不同的是，在量子物理中所有涉及的测量值都不可以明確地预测。比如在经典物理的牛顿力学中，对一辆直线行驶中的汽车而言，從初始速度和加速度以及初始位置，可以計算出汽车在一定时间之后的位置及速度。然而在量子物理中，不可能求得在一定时间内量子粒子的明確位置與速度。取而代之，可以通过概率（偶然性）来预测它的位置與速度。这个看起来十分牵强的理论确实曾經遭受到不少的批判。爱因斯坦在这个理论刚被提出时曾说：“上帝不掷骰子。”

### 量子物理中的經典測量
美國物理學家史蒂文·溫伯格在《愛因斯坦的錯誤》這篇文章中，談到哥本哈根詮釋對於測量的處理：
量子經典詮釋的波耳版本有很大的瑕疵。但是，原因並不是如同愛因斯坦所想像的。哥本哈根詮釋試著描述，當觀察者測量時所發生的狀況。哥本哈根詮釋經典地處理觀察者與測量這動作。這種處理方法肯定的不對：觀察者與他們的儀器也得遵守同樣的量子力學規則，就好像宇宙的每一個量子系統都必須遵守量子力學規則。這些規則表達於可以完美確定地演化的波函數（或，更精確地，態向量）。問題是，哥本哈根詮釋的機率規則到底是從哪裏來的？

最近幾年，關於這問題的解答，物理學家有相當大的進展。在這裏，不能詳細說明。稍微提示一點應該就足夠了。波耳和愛因斯坦都沒有聚焦於真正的問題。哥本哈根詮釋明顯地可以解釋量子系統的量子行為。但是，哥本哈根詮釋並沒有達成解釋的任務，那就是，應用波函數演化的確定性方程式（薛丁格方程式）於觀察者和他們的儀器。量子力學的機率性並不是難處，必須試著與之共存。真正的難處是量子力學的確定性，更精確地說，量子力學將機率的詮釋與確定的動力學結合在一起。
 — Steven Weinberg， Physics Today, Nov. 2005, p. 31
在量子宇宙論領域裡，關於量子系統的測量問題，假若採取經典方法來處理，會遇到更嚴峻的困難。因為，在這裏，量子系統就是宇宙。

## 別種詮釋
系綜詮釋與哥本哈根詮釋類似。系綜詮釋專門詮釋多粒子波函數。一致性歷史詮釋（consistent histories）宣傳自己是哥本哈根詮釋的修正。意識導致波函數塌縮（consciousness causes collapse theory）時常會被錯認為哥本哈根詮釋。
假若，波函數真實地存在，而塌縮完全地被否認。那麼，結果就是多世界詮釋。假若，波函數塌縮被認為是真實的，則會得到客觀塌縮理論（objective collapse theory）。有些物理學家主張隱變數理論，波函數並沒有完備地描述量子態。
許多物理學家贊成量子力學的不可詮釋。引述  的名言來概括，「閉嘴，計算！」，因此又稱為閉嘴計算詮釋。

## 參閱
- 阿弗沙爾實驗
- 玻爾-愛因斯坦論戰
- 量子力學詮釋
- 量子脫散
- 贝爾不等式  （Bell's inequality）

## 延伸閱讀
- G. Weihs et al., Phys. Rev. Lett. 81 (1998) 5039
- M. Rowe et al., Nature 409 (2001) 791.
- J.A. Wheeler & W.H. Zurek (eds), Quantum Theory and Measurement, Princeton University Press 1983
- A. Petersen, Quantum Physics and the Philosophical Tradition, MIT Press 1968
- H. Margeneau, The Nature of Physical Reality, McGraw-Hill 1950
- M. Chown, Forever Quantum, New Scientist No. 2595 (2007) 37.
- T. Schürmann, A Single Particle Uncertainty Relation, Acta Physica Polonica B39 (2008) 587. （页面存档备份，存于）

## 外部連結
- 《史丹佛哲學百科全書》的哥本哈根詮釋（页面存档备份，存于）
- Copenhagen Interpretation (Stanford Encyclopedia of Philosophy)（页面存档备份，存于）
- Physics FAQ section about Bell's inequality
- The Copenhagen Interpretation of Quantum Mechanics（页面存档备份，存于）
- Preprint of Afshar Experiment